# JAC Sunray
La JAC Sunray (in cinese 星 锐) è un furgone prodotta dalla casa automobilistica cinese JAC Motors dal 2010. Viene venduto anche in est Europa come MAZ 281 e MAZ 3650.

## Descrizione

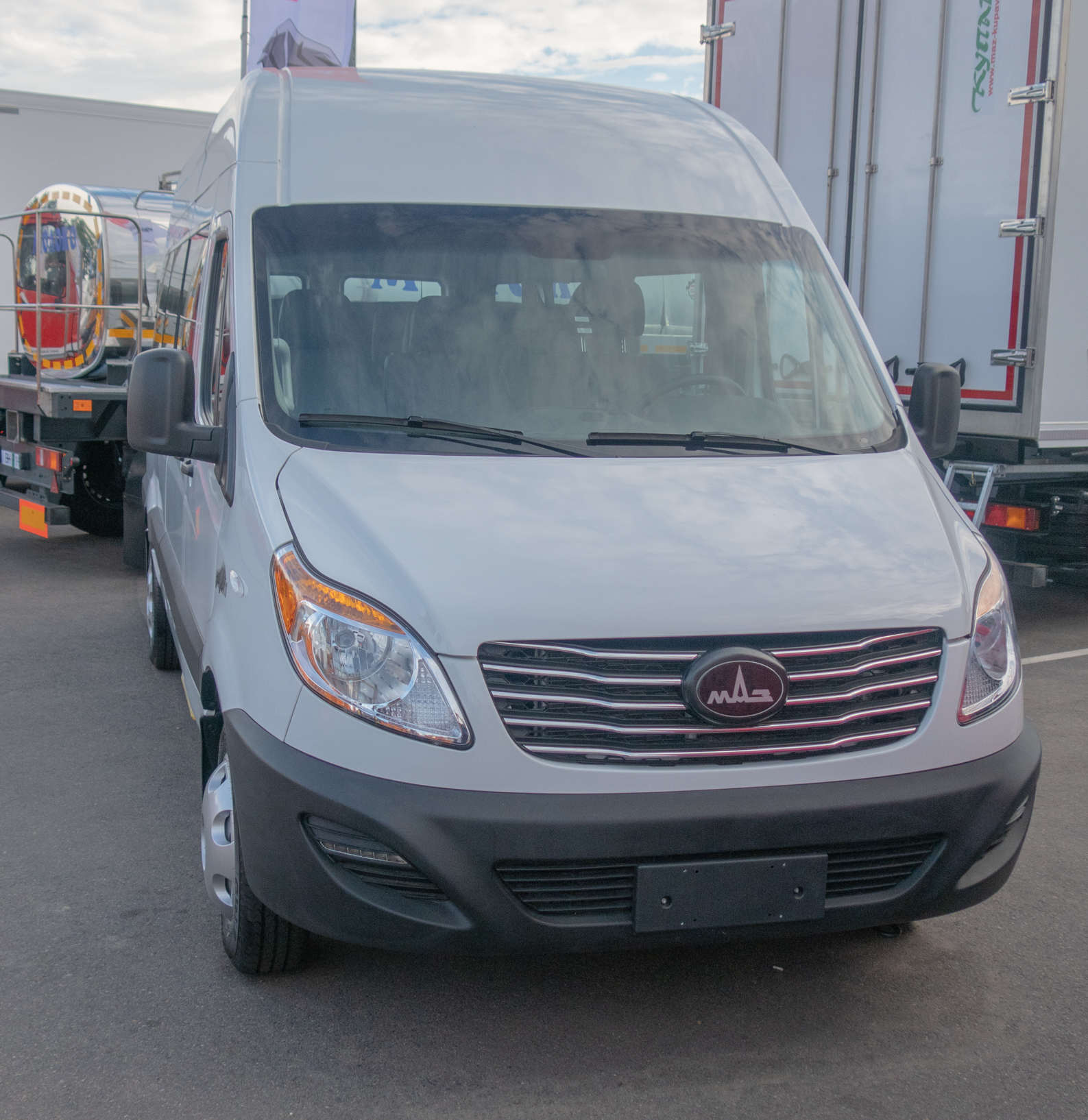
MAZ-281

La Sunray è stata lanciata in Cina nel 2010 durante il Salone dell'Auto di Guangzhou.
Le motorizzazioni disponibili sono tre: un turbo diesel a quattro cilindri in linea da 2,0 litri, da 2,7 litri e da 2,8 litri sviluppati interamente dalla JAC.
Dal 2018 l'assemblaggio dei furgoni e dei minibus su base JAC Sunray avviene su licenza anche presso lo stabilimento MAZ di Brėst in Bielorussia, venendo venduti con il marchio MAZ e con il nome di MAZ 281 e MAZ 3650. I componenti vengono costruiti e importati dalla Cina.
Nonostante JAC affermi che il design esterno del modello sia stato progettato dal centro di design italiano JAC situato a Torino e che quello degli interni dallo studio di design giapponese JAC a Tokyo, lo stile della carrozzeria ha suscitato alcune controversie per via delle molteplici somiglianze con il Mercedes-Benz Sprinter.